# Pericopsis angolensis
Pericopsis angolensis es una especie de árbol, perteneciente a la familia Fabaceae.

## Descripción
Es un árbol caducifolio que alcanza unos 10-20 m de altura, o, a veces, un gran arbusto , con copa redondeada; el tronco alto, con la corteza de color gris suave, pálido, descascarando cuando envejece en escamas finas, dejando manchas de color café rojizo. Variable en tamaño, forma e indumento de la vaina, en puhescence de las hojas, y en color de las flores.

## Ecología
Se encuentra en el bosque caducifolio con (Brachystegia o Combretum y con Terminalia), en pastizales arbolados, en espesos pedregales, es más bien rara.
A veces se confunde con Dalbergiella nyassae.

## Distribución
Se encuentra en África donde se distribuye por Angola, Malaui, Mozambique, Ruanda, Tanzania, Zaire, Zambia y Zimbabue.

## Sinonimia
- Afrormosia angolensis (Baker) De Wild.
- Afrormosia angolensis var. brasseuriana (De Wild.) Louis
- Afrormosia angolensis var. subtomentosa (De Wild.) Louis
- Afrormosia schliebenii Harms
- Pericopsis angolensis var. subtomentosa  (De Wild.) Meeuwen
- Pericopsis schliebenii (Harms) Meeuwen